# Pumwaree Yodkamol
Pumwaree Yodkamol (thaï : ภุมวารี ยอดกมล), née le 9 février 1982 à Krung Thep, est une actrice cinéma et télévision thaïlandaise.

## Filmographie sélective

### Cinéma
- 2003 : Muay Lek dans Ong-Bak de Prachya Pinkaew[1].
- 2005 : Fille dans la rue dans L'Honneur du dragon de Prachya Pinkaew [2].